# Anna Shorina
Anna Shorina (russe : Анна Владимировна Шорина), née le 26 août 1982 à Moscou, est une nageuse synchronisée russe. Elle est double médaillés d'or olympique (Jeux de 2004 et de 2008), huit fois championne du monde et quatre fois championne d'Europe.

## Palmarès
- Jeux olympiques
  -  médaille d'or en ballet aux Jeux olympiques d'été de 2004 à Athènes ( Grèce)
  -  médaille d'or en ballet aux Jeux olympiques d'été de 2008 à Pékin ( Chine)
- Championnats du monde
  -  championne du monde par équipe aux Championnats du monde 2001 à Fukuoka ( Japon)
  -  championne du monde par équipe aux Championnats du monde 2003 à Barcelone ( Espagne)
  -  championne du monde en combiné aux Championnats du monde 2003 à Barcelone ( Espagne)
  -  championne du monde par équipe aux Championnats du monde 2005 à Montréal ( Canada)
  -  championne du monde en combiné aux Championnats du monde 2005 à Montréal ( Canada)
  -  championne du monde en ballet technique aux Championnats du monde 2007 à Melbourne ( Australie)
  -  championne du monde en ballet libre aux Championnats du monde 2007 à Melbourne ( Australie)
  -  championne du monde en combiné aux Championnats du monde 2007 à Melbourne ( Australie)
- Championnats d'Europe
  -  championne d'Europe par équipe aux Championnats d'Europe 2002 à Berlin ( Allemagne)
  -  championne d'Europe par équipe aux Championnats d'Europe 2004 à Madrid ( Espagne)
  -  championne d'Europe par équipe aux Championnats d'Europe 2004 à Budapest ( Hongrie)
  -  championne d'Europe en combiné aux Championnats d'Europe 2004 à Budapest ( Hongrie)